# Mauro Caporiccio
Mauro Caporiccio (Fondi, 27 maggio 1963) è uno sceneggiatore italiano.

## Biografia
Nel 1987 si è laureato in Scienze Politiche all'Università di Siena. Dal 1990 lavora con la Rai e dal 2000 come autore televisivo ha collaborato a programmi di approfondimento e di intrattenimento come Cose nostre, Beautiful Minds, Città segrete, Techetechete', Fuori luogo, Frontiere, Petrolio, Unomattina, La vita in diretta, Enigma.
Nel 2007, per Il Saggiatore – Rai Eri ha pubblicato il romanzo Il figlio della luna, da cui il film omonimo di Rai Fiction, premiato in vari festival internazionali. Nel 2021, per Rizzoli, ha pubblicato il romanzo Sorelle per sempre, da una storia vera, da cui il film omonimo di Rai Fiction.

## Filmografia
- Al di là delle frontiere, regia di Maurizio Zaccaro - serie TV (2004)
- Il figlio della luna, regia di Gianfranco Albano - film TV (2007)
- Né con te né senza di te, regia di Vincenzo Terracciano - serie TV (2012)
- La farfalla granata, regia di Paolo Poeti - film TV (2013)
- Mister Ignis - L'operaio che fondò un impero, regia di Luciano Manuzzi - serie TV (2014)
- I nostri figli, regia di Andrea Porporati - film TV (2018)
- Sorelle per sempre, regia di Andrea Porporati - film TV (2021)
- Ero in guerra ma non lo sapevo, regia di Fabio Resinaro (2022)
- La farfalla impazzita, regia di Kiko Rosati - film TV (2025)

## Programmi televisivi
- Cose nostre
- Beautiful Minds
- Città segrete
- Techetechete'
- Fuori luogo
- Frontiere
- Petrolio
- Unomattina
- La vita in diretta
- Enigma